# Parti démocrate-chrétien de Serbie
Pour les articles homonymes, voir Parti démocrate-chrétien.
Le Parti démocrate-chrétien de Serbie (en serbe cyrillique : Демохришћанска странка Србије ; en serbe latin : Demohrišćanska stranka Srbije ; en abrégé DHSS) est un parti politique serbe fondé en 1997 par Vladan Batić. Il a son siège à Belgrade et est présidé par Olgica Batić,.

## Activités politiques

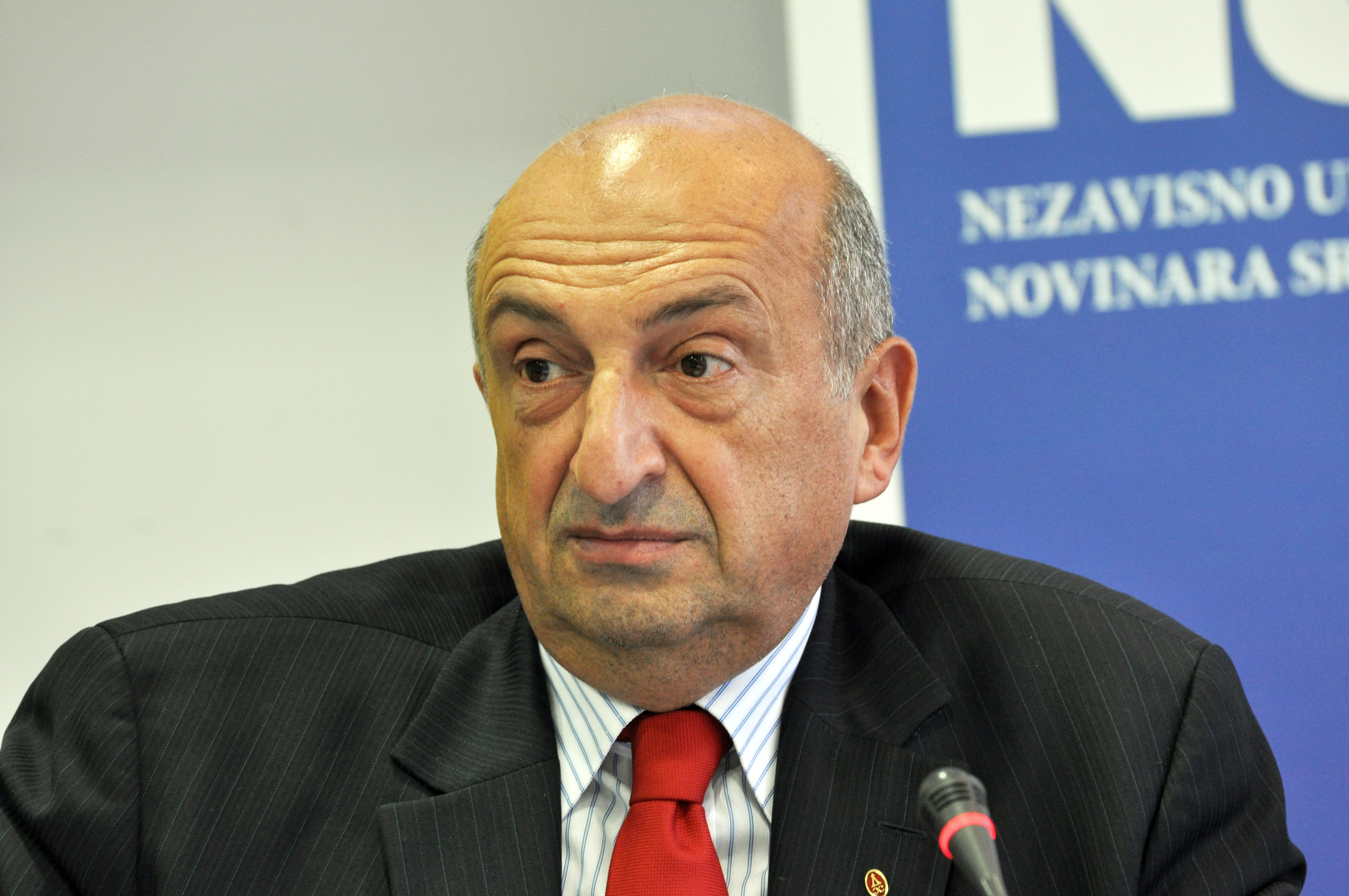
Vladan Batić en 2007

En 2000, le Parti démocrate-chrétien de Serbie (DHSS) participe à l'Opposition démocratique de Serbie, une vaste coalition de partis politiques qui contribue au départ de Slobodan Milošević. Le parti participe aux élections législatives du 28 décembre 2003 dans la république de Serbie-et-Monténégro ; Vladan Batić, son président, emmène la coalition Serbie indépendante, qui obtient 45 211 voix, soit 1,18 % des suffrages, et ne remporte aucun siège à l'Assemblée nationale.
Aux élections législatives du 21 janvier 2007, le Parti démocrate-chrétien de Serbie participe à coalition conduite par Čedomir Jovanović, le président du Parti libéral-démocrate (LDP), et qui comprend aussi l'Alliance civique de Serbie (GSS), l'Union sociale-démocrate (SDU) et la Ligue des sociaux-démocrates de Voïvodine (LSV). La coalition remporte 5,31 % des suffrages et obtient 15 sièges sur 250 à l'Assemblée, dont 1 revient au DHSS ; son président, Vladan Batić, est ainsi élu député.
Au premier tour de l'élection présidentielle serbe de 2008, le parti soutient la candidature de Čedomir Jovanović et, aux élections législatives anticipées, il s'associe une nouvelle fois avec le Parti libéral-démocrate sur une liste qui présente 250 candidats. La liste obtient 216 902 voix, soit 5,24 % des suffrages et envoie 13 représentants à l'Assemblée ; Batić est reconduit dans son mandat parlementaire.
Vladan Batić meurt le 29 décembre 2010 et, lors du congrès qui se tient le 3 septembre 2011, l'une de ses filles, Olgica Batić, née en 1981, devient présidente du parti ; Maja Batić, sa cadette, et Lazar Paunović, sont élus vice-présidents.
Lors des élections législatives serbes de 2012, le Parti démocrate-chrétien de Serbie participe à la coalition Un choix pour une vie meilleure, soutenue par le président sortant Boris Tadić. La coalition recueille 863 294 voix, soit 22,06 % des suffrages, ce qui lui vaut 67 sièges à l'Assemblée. Olgica Batić est élue députée et s'inscrit au groupe parlementaire « Mouvement serbe du renouveau-Parti démocrate chrétien de Serbie », dont elle est la vice-présidente.